# R.G.D. Allen
Sir Roy George Douglas Allen, CBE, FBA (1906 – 1983) là một nhà kinh tế học, nhà toán học, nhà thống kê người Anh.

## Tiểu sử & Sự nghiệp
Allen sinh tại Worcester ngày 3 tháng 6 năm 1906 và học tại trường Royal Grammar School Worcester (trung học cấp II), sau đó được học bổng vào học trường Sidney Sussex College, Cambridge. Ông đã đoạt cấp hạng nhất về toán học và được thưởng học bổng Wrangler (dành cho sinh viên năm thứ ba).
Ông làm giảng viên ở Trường Kinh tế và Khoa học Chính trị Luân Đôn (LSE), sau đó trở thành giáo sư khoa Thống kê. Ông đã viết nhiều bài khảo cứu và sách về môn kinh tế toán (mathematical economics), trong đó có bài khảo cứu nổi tiếng A Reconsideration of the Theory of Value đăng trên báo Economica năm 1934 cùng với Sir John Hicks, cùng các sách khác như: Mathematical Analysis for Economists (1938), Statistics for Economists (1949), Mathematical Economics (1956), và Macroeconomic Theory (1967).
Allen được phong tước hầu năm 1966 vì các công lao phục vụ kinh tế, và trở thành chủ tịch của Hội Thống kê Hoàng gia (Anh). Hội này đã thưởng cho ông Huy chương Guy vàng năm 1978. Ông cũng là viện sĩ và thủ quỹ của Viện Hàn lâm Anh.
Trong số nhiều thành tựu và cống hiến cho kinh tế của ông ta, có ý niệm "partial elasticity of substitution" (tính mềm dẻo từng phần của việc thay thế) đề ra trong quyển sách nổi tiếng năm 1938 của ông. Ông cũng là một trong số kinh tế gia đầu tiên sử dụng toán học trong kinh tế và đã đào tạo cả một thế hệ các kinh tế gia nổi tiếng.
Allen trở thành hội viên trường Sidney Sussex, Cambridge và từ trần ngày 29 tháng 9 năm 1983.

## Một số tác phẩm của Roy Allen
- "The Nature of Indifference Curves", 1934, RES.
- "The Concept of the Arc Elasticity of Demand", 1934, RES
- "A Reconsideration of the Theory of Value", with J.R. Hicks, 1934, Economica.
- Family Expenditure with A.L. Bowley, 1935.
- Mathematical Analysis for Economists, 1938.
- "The Supply of Engineering Labor under Boom Conditions", with B. Thomas, 1939, EJ
- Statistics for Economists, 1949.
- "Index Numbers of Retail Prices, 1938-51", 1952, Applied Statistics.
- Mathematical Economics, 1956.
- Macroeconomic Theory, 1967.
- "On Official Statistics and Official Statisticians", 1970, J of Royal Statistical Society
- Index Numbers in Theory and Practice, 1975.
- Introduction to National Accounts Statistics, 1980.

## Các cáo phó với tiểu sử
- E. Grebenik Roy George Douglas Allen 1906-1983, Journal of the Royal Statistical Society. Series A (General), Vol. 147, No. 5 (1984), pp. 706–707.
- Cáo phó: Sir Roy Allen, CBE, FBA (1906-1983,The Statistician, Vol. 33, No. 4 (Dec., 1984), pp. 401–406. (includes list of Allen's publications.)